# Meiacanthus kamoharai
Meiacanthus kamoharai Tomiyama, 1956 è un pesce di mare appartenente alla famiglia Blenniidae.

## Distribuzione e habitat
Proviene dal sud del Giappone.

## Descrizione
Presenta un corpo allungato e cilindrico; la testa ha un profilo arrotondato. La lunghezza massima registrata è di 6 cm.
La colorazione è prevalentemente nera con delle striature irregolari azzurre, soprattutto sulla testa. Una linea orizzontale dello stesso colore attraversa tutto il corpo dall'occhio al peduncolo caudale, che ha una colorazione biancastra. La pinna caudale è trasparente con i raggi neri e allungati; le altre pinne sono nere, ma sulla pinna dorsale possono essere presenti macchie chiare.

## Biologia

### Alimentazione
È onnivoro e ha una dieta molto varia: si nutre di detriti, piccoli invertebrati marini come vermi policheti (Terebellida), foraminiferi e diatomee.

### Riproduzione
È oviparo e la fecondazione è esterna. La riproduzione avviene in acque basse, dove poi rimangono le larve; le uova, adesive, vengono attaccate al fondale o negli anfratti rocciosi.